# Търпо Цуцулев
Търпо Апостолов Цуцулев (Цуцулов) е български революционер, деец на Върховния македоно-одрински комитет и Вътрешната македоно-одринска революционна организация.

## Биография
Търпо Цуцулев е роден в костурското село Смърдеш, тогава в Османската империя. Родственик е на войводата от ВМОРО Васил Чекаларов и е тетин на Пандо Кляшев. Работи като гурбетчия в Пловдив. Изпратен е от Апостол Димитров в Костурско със задача да урежда отношенията между ВМОК и ВМОРО по време на подготовката за въстание в района през 1902 година. Участва в Илинденско-Преображенското въстание от юли 1903 година и загива в сражението с турската войска в местността Локвата.